# Lipecki járás

A Lipecki járás a Lipecki területen

A Lipecki járás (oroszul Липецкий район) Oroszország egyik járása a Lipecki területen. Székhelye Lipeck.

## Népesség
- 1989-ben 48 223 lakosa volt.
- 2002-ben 48 383 lakosa volt.
- 2010-ben 49 258 lakosa volt.